# Ryū Murakami

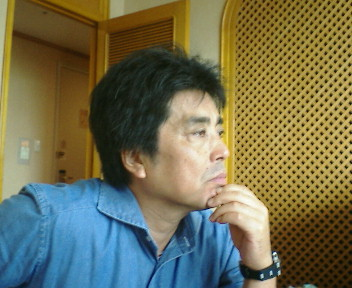
Ryū Murakami (2005)

Ryū Murakami (japanisch 村上 龍, Murakami Ryū; * 19. Februar 1952 in Sasebo, Präfektur Nagasaki als Ryūnosuke Murakami (村上 龍之介, Murakami Ryūnosuke)) ist ein japanischer Schriftsteller, Drehbuchautor und Regisseur.

## Leben
Murakami wuchs als Sohn eines Lehrerehepaares in seinem Geburtsort Sasebo nahe einer Basis der United States Navy auf. Während seiner Schulzeit in den 1960er Jahren faszinierte ihn die Hippiekultur und er engagierte sich in dieser Zeit für die auch in Japan stattfindende Studentenbewegung gegen den Vietnamkrieg. Als Jugendlicher war er am Film- und Musikmachen interessiert, er spielte zum Beispiel Schlagzeug in einer Band. 
Er studierte an der Kunsthochschule Musashino nahe Tokio, begann in dieser Zeit mit dem Verfassen fiktiver Geschichten und brach sein Studium ab, um sich auf das Schreiben zu konzentrieren.
Murakami ist verheiratet und hat einen Sohn (geboren 1980).
Ryū Murakami ist nicht mit dem drei Jahre älteren japanischen Schriftsteller Haruki Murakami verwandt.

## Literarisches Werk
Murakami Ryū ist im internationalen Raum einer der bekanntesten Vertreter der Japanischen Literatur. Oft wird in diesem Zusammenhang für ihn die Bezeichnung „der andere Murakami“ bemüht, in humoristischer Anspielung auf den weltweit sehr populären japanischen Schriftsteller Haruki Murakami.
Die Verleihung des Akutagawa-Preises für sein Werk Kagirinaku tōmei ni chikai burū (限りなく透明に近いブルー; Blaue Linien auf transparenter Haut. Tokio unterm Strich) im Jahr 1976 verortete Murakami in der literarischen Kategorie der „Reinen Literatur“ (jun bungaku), die einen Unterschied zwischen „Hochliteratur“ von Unterhaltungsliteratur kennzeichnen soll. Dass Murakami als das enfant terrible in der japanischen Literaturszene gilt, wird teils als Kontrast zu der renommierten literarischen Klassifizierung gesehen. Er ist einer der prominentesten Vertreter der Japanischen Prekariatsliteratur.
Seine frühen Werke können als teils autobiographisch bezeichnet werden. Sein Debütroman Blaue Linien auf transparenter Haut schildert gelangweilte Jugendliche, die in einem japanischen Ort nahe einer Militärbasis einem ‚sex, drugs and rock’n’roll‘-Lifestyle frönen. Das Werk zeigt nicht nur durch diese Verortung, sondern auch durch die Hauptfigur namens „Ryu“ Parallelen zum Leben des Autors auf, wenn auch künstlerisch überzeichnet. Im Roman 69 greift er das Thema der Studentenbewegungen in Japan auf und beschreibt eine „Revolution“ durch einen jugendlichen Protagonisten in der japanischen Provinz.
Mit Projekten in Digitalen Medien scheint Murakami einen weiteren Schaffensspielraum für sich erschlossen zu haben. Im Jahr 2010 erregte er Aufsehen, als er verkündete, in Kooperation mit Apple seinen Roman A Singing Whale als multimedialen Download für das iPad herauszubringen, statt in Buchform beim japanischen Traditionsverlag Kōdansha. Der digitale Roman enthält Videoelemente sowie Musikstücke, komponiert vom japanischen Musiker Ryūichi Sakamoto. Ein weiteres Beispiel ist der Videokanal MurakamiRyuRVR, den er auf der Online-Plattform YouTube einrichtete. Der Kanal war bis September 2012 aktiv, das letzte Video trägt die Nummer 276. Auf dieser Plattform veröffentlichte Murakami Videos, in denen er mit verschiedenen Gesprächspartnern das aktuelle Tagesgeschehen bespricht.
Seine Texte erfuhren Adaptionen durch Regisseure wie Anno Hideaki und Takashi Miike und er kooperierte mit bekannten japanischen Künstlern, z. B. mit dem Musiker Ryūichi Sakamoto.

## Romane
- 1976: Kagirinaku tōmei ni chikai burū (限りなく透明に近いブルー)
Blaue Linien auf transparenter Haut. Tokio unterm Strich. Aus dem Englischen von Jürgen Abel.[9] rororo panther, Reinbek bei Hamburg 1987, ISBN 3-499-12125-5
- 1977: Umi no mukō de sensō ga hajimaru (海の向こうで戦争が始まる)
- 1980: Koin rokkā beibīzu (コインロッカー・ベイビーズ)
Coin Locker Babys. Aus dem Japanischen von Ursula Gräfe. Septime Verlag, Wien 2015. ISBN 978-3-902711-35-9
- 1983: Daijōbu mai furendo (だいじょうぶマイ・フレンド)
- 1985: Tennis bōi no yūutsu (テニスボーイの憂鬱)
- 1987: 69 shikusutinain (69 シクスティナイン)
69. Aus dem Englischen von Andrea Viala.[10] Verlags-Haus No. 8, Wetzlar 2000, ISBN 3-934763-11-1
- 1987: Ai to gensō no fashism (愛と幻想のファシズム)
- 1989: Raffuruzu Hoteru (ラッフルズホテル)
- 1991: Kokku sakkā burūsu (コックサッカーブルース)
- 1991: Chōdendō naito kurabu (超電導ナイトクラブ)
- 1992: Ibisa (イビサ)
- 1992: Nagasaki Oranda Mura (長崎オランダ村)
- 1993: Ekusutashī (エクスタシー)
- 1993: Fijī no kobito (フィジーの小人)
- 1993: 368Y Par4 dai 2 da (368Y Par4 第2打)
- 1993: Ongaku no kaigan (音楽の海岸)
- 1994: Shōwa-kayō dai-zenshū (昭和歌謡大全集)
Superhits der Shōwa-Ära. Aus dem Japanischen von Jan Manus Leupert. Septime Verlag, Wien 2024, ISBN 978-3-99120-034-5
- 1994: Gofungo no sekai (五分後の世界)
- 1994: Piasshingu (ピアッシング)
Piercing. Aus dem Japanischen von Sabine Mangold. Liebeskind Verlag, München 2009, ISBN 978-3-935890-59-5
- 1995: KYOKO
- 1996: Hyūga Virus: gofungo no sekai II (ヒュウガ・ウイルス 五分後の世界Ⅱ)
- 1996: Merankolia (メランコリア)
- 1996: Rabu & Poppu topāzu II (ラブ&ポップ トパーズⅡ)
- 1996: Hajimete no yoru. Nidome no yoru. Saigo no yoru (はじめての夜 二度目の夜 最後の夜)
- 1997: Ōdishon (オーディション)
Das Casting. Aus dem Japanischen von Leopold Federmair und Motoko Yajin. Septime Verlag, Wien 2013, ISBN 978-3-902711-15-1
- 1997: Sutorenji deizu (ストレンジ・デイズ)
- 1997: In za miso sūpu (イン ザ・ミソスープ)
In der Misosuppe. Aus dem Japanischen von Ursula Gräfe. Kiepenheuer und Witsch, Köln 2006, ISBN 978-3-462-03733-3
- 1998: Rain (ライン)
- 2000: Kyōseichū (共生虫)
- 2000: Kibō no kuni no ekusodasu (希望の国のエクソダス)
- 2001: Tanatosu (タナトス)
- 2001: THE MASK CLUB
- 2001: Saigo no kazoku (最後の家族)
- 2001: Akuma no pasu tenshi no gōru (悪魔のパス天使のゴール)
- 2002: 2days 4girls. 2 nichikan de 4 nin no onna to sekkusu suru hōhō (2days 4girls 2日間で4人の女とセックスする方法)
- 2005: Hantō o deyo (半島を出よ)
In Liebe, dein Vaterland - Band I: Die Invasion. Aus dem Japanischen von Ursula Gräfe. Septime Verlag, Wien 2018, ISBN 978-3-902711-76-2
In Liebe, Dein Vaterland - Band II: Der Untergang. Aus dem Japanischen von Ursula Gräfe. Septime Verlag, Wien 2019, ISBN 978-3-902711-80-9
- 2010: Utau kujira (歌うクジラ)

## Filmographie
- Als Regisseur und/oder Drehbuchautor:
  - Almost Transparent Blue (Regie & Drehbuch, 1979)
  - Daijōbu mai furendo (All Right, My Friend, Regie & Drehbuch, 1983)
  - Raffles Hotel (Regie, 1989)
  - Topaz (Tokio Dekadenz, Regie & Drehbuch, 1992)
  - Kyoko (Regie & Drehbuch, 1996)

- Auf seinen Werken basierende Filme:
  - Love & Pop (1998)
  - Audition (1999)
  - Hashire! Ishiro (2001)
  - Shōwa-kayō dai-zenshū (2002)
  - 69 - sixty nine (2004)
  - Coin Locker Babies (2006)
  - Piercing (2018)